# جيم هيلي
جيم هيلي (بالإنجليزية: Jim Healy)‏ هو صحفي أمريكي، ولد في 14 سبتمبر 1923 في واشنطن في الولايات المتحدة، وتوفي في 22 يوليو 1994 في بيفرلي هيلز في الولايات المتحدة بسبب سرطان.

## وصلات خارجية
- جيم هيلي على موقع IMDb (الإنجليزية)
- جيم هيلي على موقع قاعدة بيانات الفيلم (الإنجليزية)